# 檀烯
檀烯是一种环烯烃，化学式C9H14。它存在于檀香油和云杉精油中，Friedrich Müller就是于1900年从檀香油首次分离出檀烯的。
它可从降冰片开始合成。它和高锰酸钾反应，生成2,3-二甲基双环[2.2.1]庚-2,3-二醇。